# Dischidodactylus duidensis
Dischidodactylus duidensis är en groddjursart som först beskrevs av Juan A. Rivero 1968.  Dischidodactylus duidensis ingår i släktet Dischidodactylus och familjen Strabomantidae. IUCN kategoriserar arten globalt som otillräckligt studerad. Inga underarter finns listade i Catalogue of Life.